# Smeerebbe
Smeerebbe is een dorp in de Belgische provincie Oost-Vlaanderen. Samen met Vloerzegem vormt het Smeerebbe-Vloerzegem, een deelgemeente van Geraardsbergen, met een oppervlakte van 366 ha (Smeerebbe 186 ha, Vloerzegem 180 ha).
Smeerebbe heeft als postnummer 9506, samen met de kleine helft van de Geraardsbergse deelgemeenten. Het dorp ligt in de Denderstreek, in Zandlemig Vlaanderen, in een golvend landschap waarvan de hoogte varieert van 22m tot 47m.

## Geschiedenis
Smeerebbe wordt voor het eerst in 847 vermeld als 'Smerlubium', een Keltische naam met onbekende betekenis.
De parochie behoorde tot aan de Franse Revolutie tot het kerngebied van de Baronie van Boelare, in de kasselrij en het Land van Aalst, en vormde samen met Idegem een vierschaar. Bij de invoering van de gemeente werd Smeerebbe een gemeente, maar in 1825 werd het al samengevoegd met Vloerzegem tot Smeerebbe-Vloerzegem, dat in 1977 een deelgemeente werd van de stad Geraardsbergen.

## Bezienswaardigheden
- Met uitzondering van het koor werd de Sint-Amanduskerk in 1792 volledig herbouwd in classicistische stijl. Binnenin bewaart ze van de oude kerk slechts de 14de-eeuwse arduinen doopvont; de rest van het interieur dateert van de nieuwbouw, met uitzondering van het laat-19de-eeuwse neogotische hoofdaltaar. De kerk en haar onmiddellijke omgeving zijn sedert 1973 als monument en als landschap beschermd.
- De Smeerebbemolen

## Natuur en landschap
Smeerebbe ligt op een hoogte van 38 meter. Ten zuiden van de kom vindt men de Watermolenbeek met een moerasgebied.

## Nabijgelegen kernen
Vloerzegem, Voorde, Ophasselt, Steenhuize
Deelgemeenten: Geraardsbergen · Goeferdinge · Grimminge · Idegem · Moerbeke · Nederboelare · Nieuwenhove · Onkerzele · Ophasselt · Overboelare · Schendelbeke · Smeerebbe-Vloerzegem · Viane · Waarbeke · Zandbergen · Zarlardinge

Overige plaatsen: Atembeke · Smeerebbe · Vloerzegem

Belgische gemeenten · Arrondissement Aalst · Oost-Vlaanderen · Vlaanderen